# عريس مراتي (فلم)
عريس مراتي فيلم مصري من إنتاج عام 1959.

## قصة الفيلم
تدور أحداث الفيلم حول سمعة ولولا الذين يعيشون معاً سعداء، لكنه ما يلبث الزوج أن يفقد وظيفته فتضيق به السبل، مما يدفع لولا لأن تخرج للبحث عن عمل، ويضطر إسماعيل للعمل سكرتير في بيت أزياء تملكه امرأة عانس هي هويدا، التي تعيش مع شقيقها فوزي، ويشترطان أن يكون الموظف غير متزوج، فيدعي أنه أعزب.
وتتطور الأحداث، حيث تطلب منه لولا أن يترك الوظيفة بعد أن تعرف الحقيقة فيرفض، وتتقدم لولا للعمل كعارضة أزياء لدى هويدا، ويعجب بها فوزي ويطلبها للزواج، مما يولد الغيرة في قلب سمعة، وعندما يستقيل يرفض فوزي الاستقالة، ويدبر له تهمة تبديد.
يقرر سمعة أن ينتحر ظاهريا، ويظهر مرة أخرى في صورة شقيق سمعة، تزداد المتاعب من حول الزوجين حين يتم كشف الحقيقة، فيستقيل الزوج والزوجة ويبحثان عن عمل جديد.

## بطولة
- إسماعيل ياسين: (إسماعيل "سمعة")
- لولا صدقي: (لولا)
- عبد السلام النابلسي: (فوزي)
- زينات صدقي: (هويدا)
- فايزة أحمد: (ضيفة شرف - بشخصيتها الحقيقية)
- توفيق الدقن: (نبيل)
- خيرية أحمد: (زوجة محمود)
- فؤاد المهندس: (محمود)
- سهير الباروني: (اعتكاف - الخادمة)
- جمالات زايد: (أم كامل)
- هدية
- حسن أتلة
- الدكتور شديد
- هيرمين: (الراقصة)

## فريق العمل
- إخراج: عباس كامل
- تأليف: عباس كامل
- إنتاج: لولا صدقي
- توزيع: شركة أفلام مصر الجديدة
- مونتاج: سعيد الشيخ
- موسيقى تصويرية: إبراهيم حجاج
- مدير التصوير: محمد عبد العظيم

## موسيقى الفيلم
تغني فايزة أحمد في الفيلم أغنية "بتسأل ليه عليّا" من تأليف إسماعيل الحبروك، وتلحين فؤاد حلمي. كما ترقص الراقصة هيرمين على أنغام مقطوعة عزيزة التي ألفها الموسيقار محمد عبد الوهاب.

## وصلات خارجية
- مقالات تستعمل روابط فنية بلا صلة مع ويكي بيانات